# Winter X Games 20
Winter X Games XX (ang. 20 Winter X Games) – zawody sportowe, które odbywały się od 28 do 31 stycznia 2016 w Aspen w stanie Kolorado (Stany Zjednoczone). Zawodnicy rywalizowali w trzech dyscyplinach: narciarstwie dowolnym, snowboardzie i snowmobilingu.

## Narciarstwo

### SuperPipe Kobiet
| Pozycja | Zawodniczka         | Przejazd 1 | Przejazd 2 | Przejazd 3 | Najlepszy wynik |
| ------- | ------------------- | ---------- | ---------- | ---------- | --------------- |
|         | Maddie Bowman       | 85.33      | 87.33      | 89.00      | 89.00           |
|         | Ayana Onozuka       | 77.33      | 81.66      | 85.00      | 85.00           |
|         | Annalisa Drew       | 83.00      | 16.66      | 79.00      | 83.00           |
| 4.      | Cassie Sharpe       | 79.33      | 71.00      | 24.33      | 79.33           |
| 5.      | Janina Kuzma        | 74.00      | 33.00      | 72.33      | 74.00           |
| 6.      | Rosalind Groenewoud | 69.33      | 69.66      | 70.33      | 70.33           |
| 7.      | Devin Logan         | 13.00      | 33.00      | 63.33      | 63.33           |
| 8.      | Brita Sigourney     | 43.66      | 20.66      | 14.00      | 43.66           |

### SuperPipe Mężczyzn
| Pozycja | Zawodnik            | Przejazd 1 | Przejazd 2 | Przejazd 3 | Najlepszy wynik |
| ------- | ------------------- | ---------- | ---------- | ---------- | --------------- |
|         | Kevin Rolland       | 29.66      | 21.66      | 93.33      | 93.33           |
|         | Gus Kenworthy       | 91.33      | 92.33      | 31.66      | 92.33           |
|         | Benoit Valentin     | 14.66      | 90.66      | 24.00      | 90.66           |
| 4.      | Alex Ferreira       | 87.00      | 86.66      | 82.33      | 87.00           |
| 5.      | Torin Yater-Wallace | 83.00      | 17.00      | 86.33      | 86.33           |
| 6.      | Lyman Currier       | 81.33      | 86.00      | 38.66      | 86.00           |
| 7.      | Bryon Wells         | 85.33      | 14.00      | 16.00      | 85.33           |
| 8.      | David Wise          | 13.66      | 75.00      | 12.00      | 75.00           |
| 9.      | Kyle Smaine         | 31.66      | 71.66      | 27.66      | 71.66           |
| 10.     | Aaron Blunck        | 21.00      | 56.66      | 60.00      | 60.00           |
| 11.     | Mike Riddle         | 28.33      | 19.00      | 26.33      | 28.33           |
| 12.     | Taylor Seaton       | 8.66       | 28.00      | 10.00      | 28.00           |

### Big Air Mężczyzn
| Pozycja | Zawodnik        | 1 wynik | 2 wynik | 3 wynik | 4 wynik | Najlepsze dwa wyniki |
| ------- | --------------- | ------- | ------- | ------- | ------- | -------------------- |
|         | Fabian Bösch    | 44,00   | 42,00   | 24,00   | 22,00   | 86,00                |
|         | Bobby Brown     | 45,00   | 40,00   | 36,00   | 32,00   | 85,00                |
|         | Elias Ambühl    | 43,00   | 41,00   | 38,00   | 21,00   | 84,00                |
| 4       | Henrik Harlaut  | 44,00   | 36,00   | 31,00   | 27,00   | 80,00                |
| 5       | Kai Mahler      | 40,00   | 39,00   | 26,00   | 26,00   | 79,00                |
| 6       | Vincent Gagnier | 41,00   | 37,00   | 35,00   | 15,00   | 78,00                |
| 7       | Luca Schuler    | 34,00   | 33,00   | 26,00   | 23,00   | 67,00                |
| 8       | Josiah Wells    | 35,00   | 21,00   | 19,00   | 18,00   | 56,00                |

### SlopeStyle Mężczyzn
| Pozycja | Zawodnik         | Przejazd 1 | Przejazd 2 | Przejazd 3 | Najlepszy wynik |
| ------- | ---------------- | ---------- | ---------- | ---------- | --------------- |
|         | Jossi Wells      | 88.33      | 84.33      | 90.00      | 90.00           |
|         | Gus Kenworthy    | 81.00      | 81.00      | 87.33      | 87.33           |
|         | Øystein Bråten   | 84.33      | 35.00      | 82.00      | 84.33           |
| 4.      | James Woods      | 82.33      | 83.00      | 76.33      | 83.00           |
| 5.      | Bobby Brown      | 67.00      | 82.00      | 82.66      | 82.66           |
| 6.      | Andri Ragettli   | 80.33      | 74.66      | 30.66      | 80.33           |
| 7.      | McRae Williams   | 74.66      | 19.66      | 49.33      | 74.66           |
| 8.      | Alex Bellemare   | 27.33      | 29.33      | 66.33      | 66.33           |
| 9.      | Joss Christensen | 60.66      | 27.00      | 3.66       | 60.66           |
| 10.     | Henrik Harlaut   | 52.66      | 59.00      | 42.00      | 59.00           |
| 11.     | Nicholas Goepper | 55.33      | 50.66      | 16.00      | 55.33           |
| 12.     | Evan McEachran   | 25.66      | 28.66      | 17.00      | 28.66           |

### SlopeStyle Kobiet
| Pozycja | Zawodniczka                | Przejazd 1 | Przejazd 2 | Przejazd 3 | Najlepszy wynik |
| ------- | -------------------------- | ---------- | ---------- | ---------- | --------------- |
|         | Kelly Sildaru              | 93.00      | 89.66      | 51.66      | 93.00           |
|         | Tiril Sjåstad Christiansen | 88.33      | 90.00      | 91.66      | 91.66           |
|         | Johanne Killi              | 85.66      | 39.66      | 77.66      | 85.66           |
| 4.      | Maggie Voisin              | 71.33      | 83.66      | 84.66      | 84.66           |
| 5.      | Dara Howell                | 70.66      | 15.66      | 76.33      | 76.33           |
| 6.      | Emma Dahlström             | 38.33      | 66.00      | 39.66      | 66.00           |
| 7.      | Devin Logan                | 65.66      | 23.66      | 5.33       | 65.66           |
| 8.      | Keri Herman                | 60.00      | 51.66      | 60.66      | 60.66           |

### Skier X Mężczyzn
| Pozycja | Zawodnik              | Czas     |
| ------- | --------------------- | -------- |
|         | Brady Leman           | 48,571 s |
|         | Bastien Midol         | 49,108 s |
|         | Christopher Del Bosco | 49,277 s |
| 4.      | Alex Fiva             | 49,297 s |
| 5.      | Thomas Zangerl        | 49,480 s |
| 6.      | Jonas Lenherr         | 49,913 s |

### Skier X Kobiet
| Pozycja | Zawodniczka       | Czas         |
| ------- | ----------------- | ------------ |
|         | Kelsey Serwa      | 0:51.417 min |
|         | Marielle Thompson | 0:51.812 min |
|         | Alizée Baron      | 0:52.061 min |
| 4.      | Ophélie David     | 0:52.264 min |
| 5.      | Katrin Ofner      | 0:52.780 min |
| 6.      | Anna Holmlund     | 0:53.090 min |

### Mono Skier X Mężczyzn
| Pozycja | Zawodnik        | Czas         |
| ------- | --------------- | ------------ |
|         | Jerome Elbrycht | 1:12.207 min |
|         | Nikko Landeros  | 1:12.545 min |
|         | Kevin Bramble   | 1:12.903 min |
| 4.      | Josh Elliott    | 1:12.963 min |

## Snowboarding

### Snowboarder X Mężczyzn
| Pozycja | Zawodnik            | Czas          |
| ------- | ------------------- | ------------- |
|         | Jarryd Hughes       | 0:59,292 min  |
|         | Alex Pullin         | 0:59,332 min  |
|         | Konstantin Schad    | 0:59,522 min  |
| 4.      | Alessandro Hämmerle | 0:59,525 min  |
| 5.      | Trevor Jacob        | 1:00,680 min  |
| 6.      | Nikołaj Olunin      | 16:39,999 min |

### Snowboarder X Kobiet
| Pozycja | Zawodniczka         | Czas         |
| ------- | ------------------- | ------------ |
|         | Lindsey Jacobellis  | 1:00,957 min |
|         | Eva Samková         | 1:00,998 min |
|         | Nelly Moenne-Loccoz | 1:02,943 min |
| 4.      | Belle Brockhoff     | 1:03,290 min |
| 5.      | Faye Gulini         | 1:04,344 min |
| 6.      | Chloé Trespeuch     | 1:42,893 min |

### Snowboard X Adaptive Mężczyzn
| Pozycja | Zawodnik          | Czas          |
| ------- | ----------------- | ------------- |
|         | Matti Suur-Hamari | 1:04,820 min  |
|         | Alex Massie       | 1:05,531 min  |
|         | Ben Tudhope       | 1:08,609 min  |
| 4.      | Mike Shea         | 1:09,126 min  |
| 5.      | Evan Strong       | 1:09,451 min  |
| 6.      | Owen Pick         | 16:39,999 min |

### Big Air Mężczyzn
| Pozycja | Zawodnik          | Wynik |
| ------- | ----------------- | ----- |
|         | Maxence Parrot    | 93.00 |
|         | Mark McMorris     | 91.00 |
|         | Yūki Kadono       | 88.00 |
| 4.      | Sebastien Toutant | 84.00 |
| 5.      | Ståle Sandbech    | 78.00 |
| 6.      | Darcy Sharpe      | 64.00 |
| 7.      | Kyle Mack         | 63.00 |
| 8.      | Sven Thorgren     | 39.00 |

### Special Olympics Unified Snowboarding SlopeStyle
| Pozycja | Zawodnik                       | Czas   |
| ------- | ------------------------------ | ------ |
|         | Chris Klug Henry Meece         | 36,0 s |
|         | Danny Davis Zach Elder         | 36,8 s |
|         | Hannah Teter Daina Shilts      | 38,0 s |
| 4.      | Sage Kotsenburg Denny Wedekind | 38,5 s |
| 5.      | Jamie Anderson Cody Field      | 41,6 s |
| 6.      | Chloe Kim Christopher Mitchell | 43,6 s |
| 7.      | Silje Norendal Andre Berg      | 44,3 s |
| 8.      | Josh Kerr Steven Utgaard       | 48,9 s |

### Slopestyle Mężczyzn
| Pozycja | Zawodnik           | Przejazd 1 | Przejazd 2 | Przejazd 3 | Najlepszy wynik |
| ------- | ------------------ | ---------- | ---------- | ---------- | --------------- |
|         | Mark McMorris      | 13.33      | 92.66      | 24.00      | 92.66           |
|         | Sebastien Toutant  | 90.00      | 26.33      | 12.00      | 90.00           |
|         | Mons Røisland      | 12.66      | 17.33      | 86.33      | 86.33           |
| 4.      | Eric Willett       | 82.66      | 13.66      | 11.00      | 82.66           |
| 5.      | Aleksander Østreng | 19.66      | 77.66      | 47.33      | 77.66           |
| 6.      | Darcy Sharpe       | 60.00      | 34.66      | 18.66      | 60.00           |
| 7.      | Ståle Sandbech     | 19.33      | 33.33      | 55.66      | 55.66           |
| 8.      | Sven Thorgren      | 30.00      | 50.00      | 20.33      | 50.00           |
| 9.      | Maxence Parrot     | 27.66      | 16.66      | 45.00      | 45.00           |
| 10.     | Sage Kotsenburg    | 10.00      | 33.00      | 21.00      | 33.00           |
| 11.     | Torstein Horgmo    | 22.33      | 19.66      | 26.66      | 26.66           |
| 12.     | Yūki Kadono        | 15.66      | 17.33      | 8.66       | 17.33           |

### Slopestyle Kobiet
| Pozycja | Zawodniczka     | Przejazd 1 | Przejazd 2 | Przejazd 3 | Najlepszy wynik |
| ------- | --------------- | ---------- | ---------- | ---------- | --------------- |
|         | Spencer O’Brien | 79.33      | 91.00      | 89.33      | 91.00           |
|         | Jamie Anderson  | 77.00      | 31.66      | 89.00      | 89.00           |
|         | Hailey Langland | 85.00      | 88.00      | 87.66      | 88.00           |
| 4.      | Silje Norendal  | 66.33      | 79.33      | 85.00      | 85.00           |
| 5.      | Christy Prior   | 82.66      | 84.00      | 25.66      | 84.00           |
| 6.      | Katie Ormerod   | 74.66      | 30.00      | 23.33      | 74.66           |
| 7.      | Klaudia Medlová | 36.33      | 24.66      | 55.66      | 55.66           |
| 8.      | Cheryl Maas     | 54.66      | 48.00      | 24.66      | 54.66           |

### SuperPipe Kobiet
| Pozycja | Zawodniczka   | Przejazd 1 | Przejazd 2 | Przejazd 3 | Najlepszy wynik |
| ------- | ------------- | ---------- | ---------- | ---------- | --------------- |
|         | Chloe Kim     | 63.00      | 95.00      | 17.33      | 95.00           |
|         | Arielle Gold  | 86.00      | 10.33      | 32.00      | 86.00           |
|         | Cai Xuetong   | 78.33      | 80.33      | 13.66      | 80.33           |
| 4.      | Liu Jiayu     | 72.33      | 70.00      | 76.00      | 76.00           |
| 5.      | Kelly Clark   | 6.33       | 74.00      | 4.00       | 74.00           |
| 6.      | Hannah Teter  | 23.66      | 24.66      | 67.33      | 67.33           |
| 7.      | Maddie Mastro | 20.00      | 41.00      | 64.00      | 64.00           |
| 8.      | Elena Hight   | 59.66      | 38.33      | 32.00      | 59.66           |

### SuperPipe Mężczyzn
| Pozycja | Zawodnik           | Przejazd 1 | Przejazd 2 | Przejazd 3 | Najlepszy wynik |
| ------- | ------------------ | ---------- | ---------- | ---------- | --------------- |
|         | Matt Ladley        | 82.33      |            |            | 82.33           |
|         | Ben Ferguson       | 79.00      |            |            | 79.00           |
|         | Scotty James       | 76.00      |            |            | 76.00           |
| 4.      | Brett Esser        | 66.66      |            |            | 66.66           |
| 5.      | Gabe Ferguson      | 60.33      |            |            | 60.33           |
| 6.      | Jan Scherrer       | 57.33      |            |            | 57.33           |
| 7.      | Taku Hiraoka       | 57.00      |            |            | 57.00           |
| 8.      | Christian Haller   | 50.00      |            |            | 50.00           |
| 9.      | Danny Davis        | 40.33      |            |            | 40.33           |
| 10.     | Ayumu Hirano       | 40.33      |            |            | 40.33           |
| 11.     | Chase Josey        | 38.33      |            |            | 38.33           |
| 12.     | Jurij Podładczykow | 11.33      |            |            | 11.33           |

- Uwagi: Ze względu na intensywne opady śniegu rozegrano tylko jedną rundę zaliczaną do oceny końcowej.

## Snowmobiling

### SnoCross Adaptive
| Pozycja | Zawodnik        | Czas         |
| ------- | --------------- | ------------ |
|         | Mike Schultz    | 4:32.944 min |
|         | Paul Thacker    | 5:26.438 min |
|         | E.J. Poplawski  | 5:30.674 min |
| 4.      | Jim Wazny       | 5:33.096 min |
| 5.      | Chris Heppding  | DNF          |
| 6.      | Jeff Tweet      | DNF          |
| 7.      | Billy Burkhardt | DNF          |

### SnoCross
| Pozycja | Zawodnik        | Czas          |
| ------- | --------------- | ------------- |
|         | Tucker Hibbert  | 16:05.739 min |
|         | Adam Renheim    | 16:16.443 min |
|         | Corin Todd      | 16:20.037 min |
| 4.      | Logan Christian | 16:21.572 min |
| 5.      | John Stenberg   | 16:28.643 min |
| 6.      | Elias Ishoel    | 16:31.938 min |
| 7.      | Tim Tremblay    | 16:34.195 min |
| 8.      | Corey Watkinson | 16:40.458 min |
| 9.      | Jake Scott      | 16:43.153 min |
| 10.     | Ross Martin     | DNF           |

### SnoCross Freestyle
| Pozycja | Zawodnik         | Próba 1 | Próba 2 | Najlepszy |
| ------- | ---------------- | ------- | ------- | --------- |
|         | Joe Parsons      | 90.00   | 79.33   | 90.00     |
|         | Heath Frisby     | 87.00   | 87.66   | 87.66     |
|         | Brett Turcotte   | 86.00   | 86.66   | 86.66     |
| 4.      | Cory Davis       | 83.33   | 83.66   | 83.66     |
| 5.      | Willie Elam      | 81.00   | 82.66   | 82.66     |
| 6.      | Rasmus Johansson | 80.00   | 80.00   | 80.00     |
| 7.      | Josh Penner      | 42.00   | 75.33   | 75.33     |
| 8.      | Colten Moore     | 69.66   | 58.66   | 69.66     |

## Klasyfikacja medalowa
| Mj | Państwo |   |    |   | Łącznie |
| -- | ------- | - | -- | - | ------- |
| 1. | USA     | 8 | 10 | 6 | 24      |
| 2. | Kanada  | 5 | 4  | 2 | 11      |
| 3. | Francja | 2 | 1  | 3 | 6       |